# Cardiff City Stadium
Cardiff City Stadium – stadion piłkarski w Cardiff, w Walii, w Wielkiej Brytanii. Swoje mecze rozgrywa na nim klub Cardiff City F.C. i reprezentacja Walii, jest on także wykorzystywany do rozgrywania spotkań rugby. Może pomieścić 26 628 widzów. Trybuny są zadaszone i otaczają boisko ze wszystkich stron, ponadto główna trybuna jest dwupoziomowa. Obiekt wybudowano na terenie wyburzonego wcześniej Cardiff International Sports Stadium. Zastąpił on stojący nieopodal Ninian Park, który następnie został rozebrany, a w jego miejsce zostało wybudowane osiedle mieszkaniowe. Budowa rozpoczęła się w lutym 2007 roku, a otwarcie, na którym rozegrano mecz sparingowy pomiędzy gospodarzami a Celticiem Glasgow miało miejsce 22 lipca 2009 roku (spotkanie zakończyło się bezbramkowym remisem). Pierwotnie miał liczyć około 30 000 widzów, a wszystkie trybuny miały być dwupoziomowe, jednak względy finansowe spowodowały okrojenie projektu, z zachowaniem możliwości rozbudowy trybun w przyszłości. W 2014 roku stadion gościł spotkanie o Superpuchar Europy UEFA.